# Schreyahn
 (mars 2024).
Schreyahn est un quartier de la commune de Wustrow (Wendland), dans le Land de Basse-Saxe.

## Architecture
Avec ses dix bâtiments à quatre colonnes des XVIIIe siècle et XIXe siècle avec des structures à pignons à colombages variées, Schreyahn est considéré comme l'un des Rundlingsdorfs les mieux conservés du Wendland. Il est déclaré plusieurs fois vainqueur du concours de Basse-Saxe Notre village devrait devenir plus beau. L'imposant bâtiment à colombages du restaurant à l'entrée de la ville, ainsi que les deux maisons survivantes sur le chemin de Wustrow, datent du début du XXe siècle, lorsque l'industrie locale de la potasse assurait la prospérité.